# Arrondissement Haarlem
Haarlem was een arrondissement van het voormalige Franse Zuiderzeedepartement. Het arrondissement is ontstaan na de Franse annexatie van het voormalige koninkrijk Holland, toen de departementen Amstelland en Utrecht werden samengevoegd en de Franse bestuursstructuur met arrondissementen werd ingevoerd. De onderprefectuur bevond zich te Haarlem. Het arrondissement was op 1 januari 1811 ingesteld en is per 11 april 1814 opgeheven. De onderprefect was Ewout van Vredenburch. 
Na het vertrek van de Fransen heeft het arrondissement nog tot 2013 voortbestaan als juridische subdivisie, als de Rechtbank Haarlem. Bij de invoering van de Nieuwe Gerechtelijke kaart in 2013 is het arrondissement opgeheven en samengegaan met de rechtbank Alkmaar als Rechtbank Noord-Holland.

## Kantons
Het arrondissement was samengesteld uit de volgende kantons:
- kanton Beverwijk
- kanton Bloemendaal
- kanton Haarlem (2 kantons)
- kanton Heemstede
- kanton Oostzaan
- kanton Westzaan
- kanton Zaandam